# アニメーション80
アニメーション80（アニメーションはちじゅう）は、1980年発足の日本のアニメーション自主制作・上映サークル。

## 概要
「アニメーション80」は1980年に、武蔵野美術大学と東京造形大学の学生を中心に結成された映像制作者集団で、個人映像作家による制作及び上映を目的とした。
結成の契機は飯面雅子、石田園子（IKIF）らが相原信洋主催のアニメーション・ワークショップで意気投合した事で、1980年10月に渋谷で第1回上映会を開催、パンフレットには相談役として相原信洋が文章を寄せ、協賛は日本アニメーション協会および関西アニメ塾であった。
主なメンバーは飯面雅子、IKIFの他、守田法子、横須賀令子、浅野優子など。また作品出品した作家は黒坂圭太、山村浩二、保田克史など。
アート的、実験的、個人作家性の強い作品が多い事を特色とした。
1990年に10周年記念上映会が開催された。2004年に京都造形芸術大学の映像ホールでイベント「アニメーション80の軌跡」が開催された。